# Minimal wave
La minimal wave è un'ampia classificazione della musica che comprende esempi oscuri e atipici di generi come la new wave, la musica elettronica o sintetizzata, il synth-pop, il post-punk e la coldwave. La maggior parte della musica tende a concentrarsi su strumenti elettronici, pre-MIDI e temi di astratti, piuttosto che ironici.
Il termine "Minimal wave" ha suscitato alcune controversie. Sebbene gran parte della minimal wave sia classificata tra la fine degli anni '70 e l'inizio degli anni '80 e successivamente sia apparsa su bootleg e compilation solo saltuariamente, questo nome non fu utilizzato fino a quando un'etichetta discografica omonima non iniziò a pubblicare compilation e ristampe a metà degli anni 2000.

## Etimologia ed origini del termine
Veronica Vasicka, fondatrice dell'etichetta discografica Minimal Wave Records, afferma di aver coniato il nome del genere. In un'intervista del 2009 dichiarò:
Per un pezzo pubblicitario del 2009, Vasicka ha scritto che questa musica si sovrappone a molti altri generi: "Il genere Minimal Wave in realtà si è formato solo diversi anni fa, come risultato di una rinascita di interesse per le radici della new wave elettronica pre-MIDI (1978– 1985), principalmente dal Nord America, Europa e Giappone. Questa musica viene talvolta definita minimal elettronics, minimal synth, coldwave, new wave, technopop o synthpop, a seconda dello stile particolare, dell'anno e del luogo in cui si trova la band." La Vasicka identifica con Organisation degli Orchestral Manoeuvres in the Dark, con Speak & Spell dei Depeche Mode, con Metamatic di John Foxx, con The Man-Machine dei Kraftwerk, con Solid State Survivor della Yellow Magic Orchestra e con i primi Human League le maggiori influenze nello sviluppo del genere.
Nel suo periodo di massimo splendore, la fascia demografica della musica aveva sottoculture in tutto il mondo, ma era più attiva in Europa (in particolare nel Regno Unito) e negli Stati Uniti, dove le macchine utilizzate per creare questo tipo di musica erano facilmente disponibili. La fanzine CLEM (Contact List Of Electronic Musicians) ha contribuito a creare una comunità mondiale di musicisti del genere, prima dell'uso di Internet. Molti dei musicisti del genere collaboravano via posta.

## Caratteristiche
Secondo Vasicka, i tratti distintivi del genere includono strutture musicali essenziali, una produzione relativamente rozza e l'uso di sintetizzatori analogici e drum machine prodotti negli anni '70 e '80. Gli arrangiamenti strumentali prevedevano "battiti meccanici" e "brevi schemi ripetitivi", oltre a "programmazione di batteria notevolmente sintetizzata e melodie acute e sottili" che enfatizzavano l'artificialità del suono sintetizzato. Gli arrangiamenti vocali "fungevano da contrappunto a quell'artificiosità". I musicisti del genere erano spesso influenzati dai movimenti d'avanguardia come il futurismo e il costruttivismo, e dalla letteratura di fantascienza e dall'esistenzialismo.